# Suciharjo
Suciharjo is een bestuurslaag in het regentschap Tuban van de provincie Oost-Java, Indonesië. Suciharjo telt 4214 inwoners (volkstelling 2010).